# Mae Harrington
Mary Agnes Harrington, detta Mae (Rochester, 20 gennaio 1889 – Stato di New York, 29 dicembre 2002), è stata una supercentenaria statunitense. Detenne il titolo di persona vivente più anziana al mondo dalla morte di Adelina Domingues, avvenuta il 21 agosto 2002, al suo stesso decesso. Fino al 2005, quando venne superata dalla 114enne Grace Thaxton, la Harrington fu inoltre la persona dello Stato di New York più longeva di sempre. La convalida dell'età finale di Mae Harrington è avvenuta solo postumamente, mentre ufficialmente la decana dell'umanità, alla morte della Domingues, venne all'epoca ritenuta Mary Perr, anch'ella 113enne, nata il 29 gennaio 1889 e deceduta il 29 ottobre 2002.

## Biografia
Alcuni documenti, tra cui l'esito di un censimento effettuato nel 1900, suggerirebbero che la nascita della Harrington possa essere da retrodatare al 1887.
Mae Harrington trascorse la maggior parte della sua vita a Clinton, nella contea di Oneida, nello Stato di New York, crescendo in un caseificio. Aveva tre sorelle e un fratello. Suo marito, George Harrington, lavorava per un dipartimento autostradale locale e morì nel 1959. La coppia aveva un solo figlio, che combatté a Guadalcanal durante la seconda guerra mondiale e morì in un incidente aereo in tempo di guerra. Dopo la morte del marito, Harrington visse da sola a Clinton fino all'età di 100 anni, quando decise di entrare alla casa di riposo Heritage Health Care Center di Utica, sempre nello Stato di New York.
I parenti viventi più stretti di Mae Harrington erano due nipoti, Elizabeth Burns e Dorothy Maxwell. Elizabeth ha descritto la supercentenaria come una persona molto particolare che soffrì di problemi di vista e di udito nei suoi ultimi anni. In gioventù, Mae Harrington amava gli animali, la danza ed era un'estimatrice di Dean Martin.
Dopo la morte di Mae Harrington, avvenuta all'età di 113 anni e 343 giorni, Mary Christian divenne la persona vivente più anziana degli Stati Uniti e Yukichi Chuganji, un uomo giapponese, divenne la persona vivente più anziana del mondo. L'età finale della Harrington è la più bassa tra i cosiddetti decani dell'umanità dal 1987, quando la statunitense Mary McKinney, all'epoca la persona più anziana al mondo, morì all'età di 113 anni e 248 giorni.